# Earnhardt Ganassi Racing
Ne pas confondre avec l'écurie Chip Ganassi Racing engagée en IndyCar Series.
Earnhardt Ganassi Racing est une ancienne écurie NASCAR basée à Concord en Caroline du Nord.

## Parcours en NASCAR Cup series
Née de la fusion en 2009 entre la Dale Earnhardt Inc., dirigée par Teresa Earnhardt (veuve de Dale Earnhardt), et de la Chip Ganassi Racing, dirigée par Chip Ganassi et Felix Sabates, l'écurie engage les Chevrolets no 1 de Martin Truex Jr., no 42 de Juan Pablo Montoya et no 8 de Aric Almirola en Cup Series. Mais dès 2010, l'écurie ne compte plus que deux pilotes : Montoya et Jamie McMurray qui a remplacé Truex dans la no 1. Ils remportent 5 courses, 4 pour Jamie McMurray (dont le Daytona 500 2010) et 1 pour Montoya à Watkins Glen en 2013. 
La copropriétaire Teresa Earnhardt se désengage peu à peu de l'écurie qui reprend le nom de Chip Ganassi Racing à partir de 2014. En 5 années d’existence, la Earnhardt Ganassi Racing a participé a 367 courses, a terminé 84 fois dans le top 10 (dont 5 victoires) et a effectué 18 pole positions. 

## Référence
1. ↑  (en) Chip Ganassi explains why ‘Earnhardt’ is no longer part of team name (motorsports.nbcsports.com)